# ژائو جین‌مای
ژائو جین‌مای (چینی ساده: 赵今麦; پین‌یین: Zhào Jīnmài؛ زادهٔ ۲۹ سپتامبر ۲۰۰۲) بازیگر اهل چین است.

## اوایل زندگی
ژائو جین‌مای زادهٔ شنیانگ، لیائونینگ، چین در ۲۹ سپتامبر ۲۰۰۲ است.